# Alerte aux Canaries
Pour plus de détails, voir Fiche technique et Distribution.
Alerte aux Canaries est un film français réalisé par André Roy, sorti en 1957.

## Fiche technique
- Titre : Alerte aux Canaries
- Réalisation : André Roy
- Conseiller technique : Pierre Méré
- Scénario et dialogues : Eddy Ghilain et Jean Marcillac
- Décors : Claude Bouxin
- Photographie : Arthur Raimondo
- Son : Julien Coutellier
- Musique : Francis Lopez
- Montage : Gabriel Rongier
- Production : Roy Films
- Pays d'origine :  France
- Tournage : du 26 novembre 1955 au 11 février 1956
- Format : 35 mm - Son mono
- Durée : 95 minutes
- Date de sortie : France, 9 janvier 1957

## Distribution
- Célia Cortez : Michèle
- Bruce Kay : Franck
- Howard Vernon : Maxime
- Marco Villa : Maurice
- Bob Ingarao : Francisco
- Jean Tissier : Soubignou
- Charles Lemontier : le commandant
- Charles Roy : Cheneville